# FIELD OF VIEW BEST 〜fifteen colours〜
『FIELD OF VIEW BEST 〜fifteen colours〜』（フィールド・オブ・ビュー・ベスト・フィフィティーン・カラーズ）は、FIELD OF VIEWの2枚目のベスト・アルバム。

## 内容
- FIELD OF VIEW名義としては2枚目のベスト・アルバム。
- 1995年のFIELD OF VIEWとしてのデビューから5年半の楽曲の中から全15曲が選曲されている。
- オリコン最高位23位にランクインしたが、2週間しかランクインできず、売上は奮わなかった。
- 初回版はBOX仕様。

## 収録曲
1. 突然
作詞:坂井泉水 作曲:織田哲郎 編曲:葉山たけし
FIELD OF VIEWとしての2ndシングル。100万枚を超える売上を記録した。
2. CRASH
11thシングル。後にGARNET CROWのメンバーとなるAZUKI七の作詞家デビュー作。
3. 冬のバラード
14thシングル。
4. Still
13thシングル。
5. ドキッ
5thシングル。初めて浅岡雄也がメインで作曲を担当した。
6. ナチュラル
3rdアルバム『FIELD OF VIEW III 〜NOW HERE NO WHERE〜』からの選曲。
7. 12月の魔法
4thアルバム『LOVELY JUBBLY』からの選曲。
8. 青い傘で
12thシングル。「CRASH」に続くAZUKI七作詞のシングル曲。
9. Beautiful day
15thシングル。
10. 君。
4thアルバム『LOVELY JUBBLY』からの選曲。
11. 渇いた叫び
8thシングル。小松未歩の提供作品。
12. そばにいたかった～STAND ALONE～
9thシングル「めぐる季節を越えて」のカップリング曲でアルバム初収録。
13. めぐる季節を越えて
9thシングル。初めて作詞・作曲の両方を浅岡雄也が担当したシングル曲。
14. 心の向こう側
10thシングル「君を照らす太陽に」のカップリング曲。
ボーカルがシングル版とは別テイク。
15. 君を照らす太陽に
10thシングル。